# Olympic Summer Games: Atlanta 1996
Olympic Summer Games: Atlanta 1996 est un jeu vidéo de sport et fonctionne sur Mega Drive, Super Nintendo, 3DO, PlayStation, Game Boy et Windows.